# KS Ada
Der Klubi Sportiv Ada ist ein albanischer Fußballverein aus der Stadt Velipoja. 2022/23 spielte der Verein wie in den Jahren zuvor in der Kategoria e dytë, der dritten albanischen Liga. Seine Heimspiele absolviert der Verein im Adriatik-Stadion.
Die Frauenfußballmannschaft des KS Ada nahm als albanischer Meister der Kampionati kombëtar i femrave in den Saisons 2011/12, 2012/13 und 2013/14 an der Qualifikation zur UEFA Women’s Champions League teil und schied jeweils als Gruppenletzter aus.

## Frauenfußball
2008 gründete der Verein eine Frauenfußballabteilung, die ab 2009/10 in der neugegründeten Kampionati kombëtar i femrave spielte. Ada gewann im zweiten Jahr des Bestehens der Frauenfußballliga den albanischen Pokal und von 2011 bis 2013 die Meisterschaft. 
Als erster albanischer Frauenclub nahm Ada an der Qualifikation zur UEFA Women’s Champions League teil. In dem Wettbewerb liefen 2011/12 die albanischen Nationalspielerinnen Fationa Borova, Erida Bajrakurtaj, Rifadije Shala, Ornela Smajli, Jesmira Tula, Avdije Veliu und die montenegrinische Nationalspielerin Jasna Đoković für die Mannschaft auf. Ada schied in den Saisons 2011/12, 2012/13 und 2013/14  jeweils als Gruppenletzter aus.
Zur Saison 2013/14 trat die Frauenfußballabteilung KS Vllaznia Shkodra bei und gewann unter dem neuen Vereinsnamen erneut die albanische Frauenmeisterschaft.